# Lijst van beiaarden in Frankrijk
Deze lijst van beiaarden in Frankrijk bevat een alfabetische lijst per departement, met plaatsnamen waar zich beiaarden bevinden, al dan niet met een nadere locatie.

## Ain
- Bourg-en-Bresse (Notre-Damekerk): 23 klokken. Gieterij: 8: Gédéon Morel Lyon, 1: Jérôme Bernard, Bourg, 14: Paccard, Annecy[1]
- Miribel (Carillon du Mas Rillier): 50 klokken, zwaarste basklok: 2.157 kg. Gieterij: Paccard, Chambéry.

## Aisne
- Saint-Quentin (stadhuis): 37 klokken

## Alpes-de-Haute-Provence
- Forcalquier (carillon bij de kapel Notre-Dame-de-Provence op de Citadelle): 30 klokken.[2]

## Ariège
- Pamiers (kathedraal Saint-Antonin): 49 klokken. Totaal gewicht: 4.150 kg.

## Aude
- Carcassonne (Saint-Vincentkerk): 54 klokken. Gieterijen: Bouvier (1 klok), Lévêque-Amans (5 klokken) en Paccard (48 klokken).
- Castelnaudary (Collégiale Saint-Michel): 35 klokken.
- Narbonne (kathedraal Saint-Just-et-Saint-Pasteur): 36 klokken. Gieterij: Paccard.

## Aveyron
- Brusque (kerk Saint-Martin): 10 klokken.
- Millau (kerk Sacré-Cœur): 21 klokken.

## Calvados
- Honfleur (kapel Notre-Dame de Grâce)
- Lisieux (basiliek Sainte-Thérèse de Lisieux)

## Côte-d'Or
- Beaune (Hospices Civils)
- Dijon (kathedraal Saint-Benigne): 63 klokken.
- Nuits-Saint-Georges (kerk Saint-Symphorien)
- Selongey (kerk)
- Seurre (kerk Saint-Martin)

## Gers
- L'Isle-Jourdain (kasteeltoren)
- L'Isle-Jourdain (Musée d'Art campanaire)

## Haute-Garonne
- Toulouse (Basilique Saint-Sernin)

## Haute-Savoie
- Taninges (Saint Jean-Baptistekerk): 40 klokken.

## Hauts-de-Seine
- Montrouge (Belfort): 27 klokken.

## Hérault
- Sète (kerk Saint-Pierre)

## Landes
- Saint-Vincent-de-Paul (basiliek Notre-Dame de Buglose): 60 klokken.

## Loir-et-Cher
- Blois (basiliek Notre-Dame de la Trinité): 50 klokken.

## Maine-et-Loire
- Cholet (Sacré-Cœur-kerk): 49 klokken.

## Marne
- Châlons-en-Champagne (Collégiale Notre-Dame-en-Vaux): 56 klokken.

## Nord
- Avesnes-sur-Helpe (Collégiale Saint-Nicolas): Gieterij: Paccard.
- Belle (Belfort): 35 klokken. Totaal gewicht: 5.194 kg.  Gieters: Marcel Michiels.[3]
- Bergues (Belfort): 50 klokken. Totaal gewicht: 6.200 kg.  Gewicht basklok 1500 kg.  Gieters: J Blampain, Crouzet-Hildebrand, Paccard.[4]
- Bourbourg (Sint-Jan-Baptisttoren): 50 klokken. Totaal gewicht: 3.062 kg.  Gewicht basklok 380 kg.  Gieters: J. Paccard.[5]
- Cambrai (Belfort)
- Cappelle-la-Grande (Belfort): 48 klokken. Totaal gewicht: 4.368 kg.  Gewicht basklok 650 kg.  Gieters: Pierre Paccard.[6]
- Dowaai (Belfort): 62 klokken. Gewicht basklok 1800 kg.
- Duinkerke (Belfort): 50 klokken. Totaal gewicht : 16.000 kg.  Gewicht basklok 5.000 kg. Gieters: Paccard-Annecy le vieux, Paccard-Sevrier d'Annecy.[7]
- Hazebrouck (Sint-Elooistoren): 48 klokken. Totaal gewicht: 7.000 kg.  Gieters: Eijbouts, Paccard-Sevrier d'Annecy.[8]
- Hondschoote (Sint-Vaasttoren): 61 klokken. Totaal gewicht: 7.850 kg.  Gewicht basklok 1.300 kg. Gieters: Paccard-Sevrier d'Annecy.[9]
- Le Quesnoy (Belfort): 48 klokken.
- Orchies (Notre-Dame de l'Assomption): 47 klokken. Totaal gewicht: 3.745 kg.
- Rijsel (Chambre de commerce de Lille): 25 klokken. Totaal gewicht: 2.500 kg.
- Saint-Amand-les-Eaux (Toren van de oude abdijkerk van de Abdij van Saint-Amand): 48 klokken. Gieterij: Paccard.
- Seclin (kerk Saint-Piat): 42 klokken. Totaal gewicht: 7.451 kg. Gieterij: Gillett & Johnston, Croydon[10]
- Tourcoing (kerk Saint-Christophe): 62 klokken. Gewicht: 20.000 kg.

## Parijs
- 17e arrondissement (kerk Sainte-Odile): 23 klokken. Gieterij: Paccard, Annecy-le-Vieux[11]

## Pas-de-Calais
- Arras (Belfort): 40 klokken. Totaal gewicht : 5.727 kg.  Gieters: Louis Bollee.[12]
- Béthune (Belfort): 37 klokken. 3 octaven. Totaal gewicht : 2.275 kg.  Gewicht basklok 380 kg. Gieters: Paccard. Het belfort van Béthune heeft een beiaard sinds 1553.

## Pyrénées-Orientales
- Perpignan (kathedraal Saint-Jean-Baptiste): 46 klokken.

## Rhône
- Lyon (stadhuis): 65 klokken.

## Saône-et-Loire
- Le Creusot (Saint-Henrikerk): 24 klokken.

## Savoie
- Chambéry (kasteel van de hertogen van Savoie): "Saint-François de Sales", 70 klokken. Gieters: Paccard, Sévrier.

## Seine-Maritime
- Rouen (Kathedraal Notre-Dame): 56 klokken.

## Tarn
- Albi (Kathedraal Sainte-Cécile)[13]: 25 klokken
- Castres (kerk Notre-Dame de la Platé): 33 klokken

## Vaucluse
- Saint-Saturnin-lès-Apt (kerk Saint-Étienne): 10 klokken.[14]

## Vienne
- Châtellerault (kerk Saint-Jacques): 52 klokken.